# Littlewood-Nunatakker
Die Littlewood-Nunatakker bilden eine Gruppe von vier flachen Felsrücken an der Küste von Prinzregent-Luitpold-Land in der Antarktis, die aus dem Inlandeis herausragen.

## Entdeckung und geographische Lage
Drei der vier Nunatakker wurden im Januar 1912 von der Zweiten Deutschen Antarktisexpedition (1911–1912) unter Wilhelm Filchner entdeckt und kartiert, erhielten jedoch damals noch keinen Namen. Während einer US-amerikanischen Expedition mit der USS Edisto im Januar 1959 wurde auch der vierte Nunatak entdeckt und die Nunatakgruppe nach dem Ozeanographen William H. Littlewood benannt.
Die Nunatakker liegen auf 250 m Meereshöhe, etwa 25 km landeinwärts der Vahselbucht an der Südost-Küste des Weddell-Meeres. Unmittelbar südlich der Nunatakker mündet der Lerchenfeldgletscher in die Vahselbucht. Die nächstgelegenen eisfreien Gebiete sind die Bertrab-Nunatakker etwa 6 km in südwestlicher Richtung.

## Geologie
Die Nunatakker bestehen aus horizontal gelagerten Rhyolithen, die durch vulkanische Aktivitäten vor etwa 1110 mya gebildet wurden. Diese werden von 25 cm bis 5 m mächtigen mafischen und felsischen Gängen durchschlagen. Seit ihrer Bildung sind diese Gesteine nicht durch Gebirgsbildungsprozesse verändert worden, wohingegen die Gesteine in den nächstgelegenen eisfreien Gebirgen (Shackleton Range 300 km im Südosten, Heimefrontfjella 800 km im Nordwesten) vor 550 mya bei der Bildung des Kontinents Gondwana gefaltet und hochgradig metamorph überprägt wurden. Nach derzeitigem Forschungsstand sind die Bertrab-, Littlewood- und Moltke-Nunatakker die einzigen Aufschlüsse eines ansonsten vollständig eisbedeckten Mikrokontinents, der bei der Bildung Gondwanas an Antarktika angegliedert wurde.